# طبقه‌بندی بوم‌شناختی
طبقه‌بندی بوم‌شناختی (به انگلیسی: Ecological classification) یا تیپ‌بندی بوم‌شناختی (Ecological typology) طبقه‌بندی سرزمین یا آب به واحدهای جغرافیایی است که نشان‌دهنده تنوع در یک یا چند ویژگی بوم‌شناختی است. رویکردهای سنتی بر زمین‌شناسی، عارضه‌نگاری، جغرافیای زیستی، خاک، پوشش گیاهی، شرایط آب و هوایی، گونه‌های زنده، زیستگاه‌ها، منابع آب و گاهی نیز عوامل انسانی تمرکز دارند. بیشتر رویکردها ترسیم نقشه‌کشی یا منطقه‌بندی مناطق مجزا را برای نقشه‌برداری و برنامه‌ریزی دنبال می‌کنند.